# François Joseph Blanc
François Joseph Blanc, né le 15 avril 1750 à Fort Saint-Pierre (Martinique) et mort le 18 décembre 1805 à Épernay (Marne), est un homme politique français.

## Biographie
Administrateur municipal à Vitry-le-François, il est député de la Marne à la Convention et vote pour la détention de Louis XVI. Il démissionne en 1795, mais est élu au Conseil des Anciens le 21 vendémiaire an IV. Il quitte le conseil en 1797 et devient maire de Vitry-le-François en 1805. Il reste en poste sous la Restauration et devient alors sous-préfet.

## Sources
- « François Joseph Blanc », dans Adolphe Robert et Gaston Cougny, Dictionnaire des parlementaires français, Edgar Bourloton, 1889-1891 [détail de l’édition]